# European Universities Games 2012
Die European Universities Games 2012 (EUSA-Games 2012) sind eine europäische Multisportveranstaltung für Studenten und die erste Auflage der Spiele. Austragungsort der Spiele ist vom 13. bis zum 24. Juli Córdoba in Spanien. Córdoba hatte sich im Bieterverfahren gegen Łódź und Lissabon durchgesetzt und erhielt im März 2010 in Vilnius den Zuschlag für die Ausrichtung der Spiele von der European University Sports Association, dem Dachverband der Spiele. Die Spiele sind nach eigenen Angaben die größte europäische Multisportveranstaltung für Studenten. In Cordoba starteten 2583 Teilnehmer in 253 Mannschaften von 151 Universitäten aus 32 teilnehmenden Ländern. 

## Sportarten
- Badminton (6 Disziplinen)
- Basketball (2 Disziplinen)
- Beachvolleyball (2 Disziplinen)
- Fußball (2 Disziplinen)
- Futsal (2 Disziplinen)
- Handball (2 Disziplinen)
- Rugby 7s (2 Disziplinen)
- Tischtennis (6 Disziplinen)
- Tennis (2 Disziplinen)
- Volleyball (2 Disziplinen)

Rugby 7s und Beachvolleyball waren als optionale Sportarten im Programm der EUSA-Games 2012.